# Appa Sahib

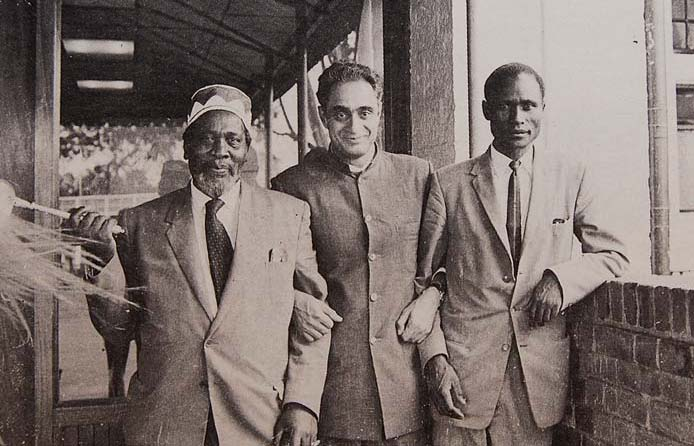
Jomo Kenyatta, Appa Sahib, en Achieng' Oneko

Parshuram Rao Pant, ook wel Appa Sahib (11 september 1912 - 5 oktober 1992) was de laatste premier van het voormalige vorstenland Aundh in de kroonkolonie Brits-Indië van 1944 tot 1948. Na het opgaan van Aundh in de Indiase Unie was Appa Sahib Indiaas politicus voor buitenlandse zaken en ambassadeur.
Appa Sahib was de zoon van de laatste radja van Aundh, Bala Sahib. De radja's van Aundh droegen de titel Pant Pratinidhi. Prati Nidhi betekent plaatsvervanger, commissaris, onderkoning.
- Bibsys: 90341272
- Gemeinsame Normdatei: 1145593062
- International Standard Name Identifier: 0000 0004 4716 474X
- Library of Congress Control Number: n50050211
- Nationale Bibliotheek van Israël: 987007447952005171
- Système universitaire de documentation: 227181905
- Virtual International Authority File: 235426914